# Helina dicrocercacma
Helina dicrocercacma är en tvåvingeart som beskrevs av Feng 2004. Helina dicrocercacma ingår i släktet Helina och familjen husflugor. Inga underarter finns listade i Catalogue of Life.